# 生部道麻呂
生部 道麻呂（みぶべ の みちまろ、生没年不詳）は、奈良時代の防人。
（おうしべ の みちまろ）とも。

## 経歴・人物
駿河国の人物。天平勝宝7歳（755年）2月、防人として筑紫に派遣された際、母を思い詠んだ歌が『万葉集』に1首載る。

## 歌
- 畳薦 牟良自が磯の 離磯の 母を離れて 行くが悲しさ[2]